# 후안 파블로 앙헬
후안 파블로 앙헬 아랑고(스페인어: Juan Pablo Ángel, 1975년 10월 24일 ~ )는 콜롬비아의 전 축구 선수로서, 현역 시절 포지션은 중앙 공격수였다.

## 축구인 경력

### 선수 경력
그의 고향을 연고로 한 아틀레티코 나시오날에서 프로 경력을 시작한 앙헬은 1994 시즌 지역 라이벌 인디펜디엔테 메데인을 상대로 득점을 기록하는 등 리그에서 8골을 기록하여 팀의 우승에 기여하며 이름을 알리기 시작하였다. 이후 에르난 크레스포의 대체자를 찾던 아르헨티나의 명문 클럽 리버 플레이트로 이적하였고 여전한 득점포를 과시하며 팀에 여러번의 우승을 안겼다.
2001년 애스턴 빌라로 이적하였으나 입단 초기 지역 적응에 어려움을 겪으며 부진한 모습을 보이는 듯 하였다. 하지만 두 번째 시즌이었던 2001-02 시즌 리그에서 12골을 득점하며 재기에 성공하였고 2003-04 시즌엔 리그와 컵대회를 합쳐 23골을 기록하였다. 하지만 이어진 2시즌 내내 두 자릿 수 득점에 실패하였고 2007년 4월 미국의 뉴욕 레드불스로 이적하였다.
뉴욕 레드불스로의 입단은 확정지었으나 비자 문제로 경기에 출전하지 못하던 앙헬은 한 달 후 비자 문제가 해결되고 나서야 데뷔전을 치렀고 데뷔전에서 득점을 기록하였다. 5월 이 달의 선수로 선정되었고 19골을 넣으며 시즌을 마친 후에는 2007 시즌 리그 베스트 11에 선정되었다.
2010년 뉴욕과 재계약에 실패한 앙헬은 리엔트리 드래프트에서 로스앤젤레스 갤럭시에 지명되었다. 하지만 2011년 8월 17일 로비 킨이 LA 갤럭시에 입단하며 치바스 USA로 쫓기듯 이적하였다.